# Nordiska mästerskapen i brottning 1971
Nordiska mästerskapen i brottning 1971 hölls den 24 april 1971 i Sønderborg i Danmark. Det var den 14:e upplagan av tävlingen.

## Medaljtabell
*   Värdland ( Danmark)
| Nr                  | Nation              | Guld | Silver | Brons | Totalt |
| ------------------- | ------------------- | ---- | ------ | ----- | ------ |
| 1                   | Sverige             | 5    | 3      | 2     | 10     |
| 2                   | Finland             | 3    | 4      | 1     | 8      |
| 3                   | Norge               | 2    | 2      | 1     | 5      |
| 4                   | Danmark*            | 0    | 1      | 6     | 7      |
| Totalt (4 nationer) | Totalt (4 nationer) | 10   | 10     | 10    | 30     |

## Resultat

### Grekisk-romersk stil
| Gren    | Guld              | Silver         | Brons                 |
| 48 kg   | Zdenko Gradian    | Soini Kaupinen | Jens J. Larsen        |
| 52 kg   | Kjell Fernström   | Ole Sørensen   | Palle Wede            |
| 57 kg   | Pertti Ukkola     | Per Lindholm   | Jørn Krogsgaard       |
| 63 kg   | Lars-Erik Skiöld  | Martti Laakso  | Øistein Davidsen      |
| 68 kg   | Kauno Määttä      | Ole Olsen      | Hans Eriksson         |
| 74 kg   | Eero Tapio        | Roland Franzen | Erik Klitgaard        |
| 82 kg   | Harald Barlie     | Matti Laakso   | Jan Kårström          |
| 90 kg   | Nils-Inge Nilsson | Håkon Øverby   | Flemming Kosakewitsch |
| 100 kg  | Tore Hem          | Leif Norström  | Martti Niemi          |
| +100 kg | Pelle Svensson    | Arje Nadbornik | Allan Thørnstrøm      |